# Motteggiana
Motteggiana est une commune italienne de la province de Mantoue dans la région Lombardie en Italie.

## Administration
| Période                                  | Période | Identité | Étiquette | Qualité |
| ---------------------------------------- | ------- | -------- | --------- | ------- |
|                                          |         |          |           |         |
| Les données manquantes sont à compléter. |         |          |           |         |

### Hameaux
Torricella, Villa Saviola

### Communes limitrophes
Borgoforte, Pegognaga, San Benedetto Po, Suzzara, Viadana